# アイアンプレッジ
アイアンプレッジ（英: IRON PLEDGE）は、2021年の日本の短編アニメーション映画。

## 概要
森山周一郎と小原正至の共作第2弾として「THE ANCESTOR」の次に製作されたが、小原は監督を務めず企画・脚本・プロデュースの立場をとり、監督は袴田くるみが務めた。
出演した森山周一郎は2021年に他界し、完成を見る事がなかった。同年の第7回立川名画座通り映画祭にて、森山周一郎氏追悼上映として上映された。

## ストーリー
「紅の豚」ポルコ・ロッソの森山周一郎、最後のアニメーション作品。
19世紀初頭のヨーロッパのどこかの国の優しくも切ない愛の物語を、袴田くるみ監督が描く。

## キャスト
- 森山周一郎

## スタッフ
- 監督：袴田くるみ
- 原作：丸山正吾
- 脚本：小原正至
- 音楽：秋山裕和、PeriTune
- 英語字幕：Sameeha Anwar
- 宣伝協力：秋山菜津美
- 録音：尾立昌典
- プロデューサー：小原正至
- 制作：ベルジネ・タレント・エージェンシー、ベルジネ・ピクチャーズ
- 協力：オフィス森山

## 受賞・上映歴
- 立川名画座通り映画祭 森山周一朗追悼上映
- 第19回アムールの秋映画祭（ロシア）上映
- 那須国際短編映画祭2021 ノミネート
- 日本芸術センター第13回映像グランプリ ノミネート
- 福井駅前短編映画祭2021 優秀賞[3]
- 第17回 吉祥寺アニメーション映画祭 ノミネート[4]